# Luchthaven Daocheng Yading
De luchthaven Daocheng Yading in het arrondissement Daocheng, Autonome Tibetaanse Prefectuur Garzê in de Chinese provincie Sichuan is op een hoogte van 4.411 meter het hoogstgelegen vliegveld ter wereld. Na de opening op 16 september 2013 streefde het de luchthaven Chambo Bangda, gelegen in de prefectuur Chamdo in het oosten van Tibet, voorbij als hoogstgelegen vliegveld. Het vliegveld ligt 130 kilometer ten noorden van het natuurreservaat Yading.
De aanleg van de luchthaven startte na goedkeuring in april 2011, met een totale investering van 1,58 miljard yuan (bijna 183 miljoen euro). Dankzij de opening van dit vliegveld werd de reistijd tussen Daocheng en de in dezelfde provincie gelegen stad Chengdu drastisch verminderd. Voor de opening was Chengdu alleen te bereiken met een twee dagen durende busreis, terwijl de vliegreis erheen slechts één uur duurt.

## Faciliteiten
Het vliegveld heeft één landingsbaan met een lengte van 4.200 meter en een breedte van 45 meter. Bij de lage luchtdichtheid op deze hoogte hebben vliegtuigen hogere snelheden nodig om dezelfde lift te genereren. Daardoor is op grotere hoogte een lange landingsbaan nodig.
Het vliegveld is gebouwd om ongeveer 280.000 passagiers per jaar te bedienen.

## Luchtvaartmaatschappijen en bestemmingen
Direct na de opening werd een vlucht tussen Daocheng en Chengdu (CA 4215/4216) verzorgd. Vanaf oktober 2013 werden ook vluchten naar Chongqing en Barkam verzorgd en vanaf 2014 zijn er ook vluchten naar Guangzhou, Shanghai en Xi'an gepland.
| Luchtvaartmaatschappij | Bestemming |
| ---------------------- | ---------- |
| Air China              | Chengdu    |
| Sichuan Airlines       | Chengdu    |